# Championnat de Grèce féminin de handball
Le championnat de Grèce féminin de handball ou A1 Ethniki  est le plus haut niveau de compétition de clubs de handball féminin en Grèce.

## Palmarès
Le palmarès est
- 1982 Aris Nikaias
- 1983 Aris Nikaias
- 1984 Aris Nikaias
- 1985 Aris Nikaias (4)
- 1986 Athinaïkós
- 1987 Athinaïkós (2)
- 1988 GE Véria
- 1989 GE Véria
- 1990 GE Véria
- 1991 GE Véria
- 1992 GE Véria
- 1993 GE Véria (6)
- 1994 ASE Douka (1)
- 1995 Anagennisi Arta
- 1996 Anagennisi Arta
- 1997 Anagennisi Arta
- 1998 Anagennisi Arta
- 1999 Anagennisi Arta
- 2000 Anagennisi Arta
- 2001 Anagennisi Arta
- 2002 Anagennisi Arta
- 2003 Anagennisi Arta
- 2004 Anagennisi Arta
- 2005 Anagennisi Arta
- 2006 Anagennisi Arta (12)
- 2007 Ormi Patras
- 2008 Ormi Patras
- 2009 Ormi Patras
- 2010 Ormi Patras
- 2011 Ormi Patras
- 2012 Ormi Patras (6)
- 2013 PAOK Salonique
- 2014 OF Néa Ionía
- 2015 OF Néa Ionía
- 2016 OF Néa Ionía
- 2017 OF Néa Ionía
- 2018 OF Néa Ionía
- 2019 PAOK Salonique
- 2020 PAOK Salonique
- 2021 PAOK Salonique[1]
- 2022 PAOK Salonique
- 2023 PAOK Salonique (6)
- 2024 OF Néa Ionía
- 2025 OF Néa Ionía (7)

### Bilan
Le bilan est :
| Club            | Titres | Saisons                                                                |
| --------------- | ------ | ---------------------------------------------------------------------- |
| Anagennisi Arta | 12     | 1995, 1996, 1997, 1998, 1999, 2000, 2001, 2002, 2003, 2004, 2005, 2006 |
| OF Néa Ionía    | 7      | 2014, 2015, 2016, 2017, 2018, 2024, 2025                               |
| GE Véria        | 6      | 1988, 1989, 1990, 1991, 1992, 1993                                     |
| Ormi Patras     | 6      | 2007, 2008, 2009, 2010, 2011, 2012                                     |
| PAOK Salonique  | 6      | 2013, 2019, 2020, 2021, 2022, 2023                                     |
| Aris Nikaias    | 4      | 1982, 1983, 1984, 1985                                                 |
| Athinaïkós      | 2      | 1986, 1987                                                             |
| ASE Douka       | 1      | 1994                                                                   |

## Classement EHF
Le coefficient EHF pour la saison 2020/2021 est :
| Rang | Évolution     | Rang 2019/20 | Championnat         | Coefficient |
| ---- | ------------- | ------------ | ------------------- | ----------- |
| 1    | en stagnation | (1)          | Nemzeti Bajnokság I | 162,50      |
| 2    | Entré         | (3)          | Super League        | 119,00      |
| 3    | Remplacé      | (2)          | Liga Naţională      | 106,67      |
| 4    | en stagnation | (4)          | Damehåndboldligaen  | 105,17      |
| 5    | en stagnation | (5)          | LFH                 | 95,00       |
| 6    | en stagnation | (6)          | Eliteserien         | 89,67       |
| 7    | en stagnation | (7)          | Bundesliga          | 68,83       |
| ...  |               |              |                     |             |
| 30   | en stagnation | (30)         | A1 Ethniki          | 0,67        |

Évolution
| Année | 2007-2008 | 2008-2009 | 2009-2010 | 2010-2011 | 2011-2012 | 2012-2013 | 2013-2014 | 2014-2015 | 2015-2016 | 2016-2017 | 2017-2018 | 2018-2019 | 2018-2019 | 2020-2021 |
| Rang  | 16        | 18        | 18        | 18        | 20        | 20        | 20        | 22        | 24        | 25        | 27        | 27        | 30        | 30        |

Source : « cms.eurohandball.com », Fédération européenne de handball